# Бакхёйзен, Людольф
Людольф Бакхёйзен (нидерл. Ludolf Backhuysen; 28 декабря 1630, Эмден, Восточная Фризия — 7 ноября 1708, Амстердам) — голландский живописец, маринист, рисовальщик и гравёр немецкого происхождения. Наряду с Виллемом ван де Велде считается самым известным художником-маринистом «Золотого века голландской живописи». Он также писал картины на исторические и библейские сюжеты, портреты выдающихся людей Голландии и картины бытового жанра.

## Биография
Людольф Бакхёйзен родился 28 декабря 1630 года в городе Эмден в Восточной Фризии, в Германии (земля Нижняя Саксония). Его отец был клерком в канцелярии города Ауриха, в 1622 году поселился в Эмдене и работал нотариусом. Людольф посещал там латинскую школу. В 1649 году семья переехала в Амстердам. Красивый почерк Людольфа привлёк внимание, и он стал работать каллиграфом и бухгалтером знаменитого торгового дома Бартолотти.
В Амстердаме он начал учиться рисунку и живописи у Алларта ван Эвердингена и Хендрика Якобса Дуббельса и вскоре прославился своими маринами — картинами с изображением бурного моря. Часто работал вместе с Абрахамом Сторком и Бартоломеусом ван дер Хелстом.
В 1662 году Бакхёйзен прожил год в Хорн-ан-де-Люендейк. В 1663 году он стал членом aмстердамской гильдии Святого Луки. В 1664 году переехал со своей третьей женой на Розенграхт. В 1666 году Бакхёйзен написал картину «Вид Амстердама с кораблями», которую город заказал ему в качестве дипломатического подарка французскому министру Хьюгу де Лионну (ныне картина хранится в парижском Лувре). В 1671 году он сотрудничал с Темпель, Абрахам Ламбертсон ван денАбрахамом ван ден Темпелем. После того, как в 1672 году Виллем ван де Велде уехал в Англию, Бакхёйзен стал первым амстердамским маринистом, картины которого копировали другие художники.
Людольф Бакхёйзен был ревностным исследователем природы и часто выходил в небольшой лодке в открытое море, чтобы изучить влияние непогоды на воздух и воду. Его многочисленные композиции почти все представляют собой вариации темы моря, и выполнены в неподражаемой манере, отмеченной внимательным наблюдением природы. Благодаря общей атмосфере его картин и контрастам света и тени его считают предшественником живописного романтизма. Он не только написал множество бурных марин, но также запечатлел виды амстердамской гавани и важные события из морской истории Нидерландов. Он также написал ряд портретов выдающихся людей Голландии, своих многочисленных друзей и картины бытового жанра. В последние годы жизни Бакхёйзен занимался офортом. В 1701 году он выпустил серию из десяти офортов под названием «Потоки и лики моря» (Stroom en zee gezichten).
Мастерскую Бакхёйзена в Амстердаме посещали знатные лица, курфюрсты, герцоги и принцы, например в 1669 году Великий герцог Тосканы Козимо III Медичи сам выбирал в его мастерской некоторые картины. В 1697 году русский царь Пётр I, бывший в то время в Амстердаме, попросил Бакхёйзена в его присутствии нарисовать ему примеры конструкций различных судов.
Художник скончался в Амстердаме после длительной болезни 7 ноября 1708 года, и 12 ноября был похоронен в церкви Вестеркерк (Западной церкви). Его сын Иоганнес (1683- ?) был немым и о нём пришлось заботиться родственникам после смерти его матери в 1717 году. Бакхёйзен был необычайно плодовитым художником, известно около пятисот его картин.
Его внук и тёзка Людольф Бакхёйзен Младший (1717—1782), сначала был торговцем, потом военным, а затем посвятил себя батальной живописи. Другой голландский художник, их однофамилец, — Юлиус Якобус Бакхёйзен (1835—1925) — живописец-маринист. Ещё один художник под той же фамилией — Хендрик (Хендрикус) ван де Санде Бакхёйзен (1795—1860) из Гааги, как и его многочисленные родственники (тоже художники), скорее всего, однофамильцы.
Картины Бакхёйзена находятся в Старой галерее в Берлине, в Палаццо Питти во Флоренции, в галерее Бельведера в Вене, частных коллекциях в Англии. В санкт-петербургском Эрмитаже имеются три картины художника.

## Кунсткамера Бакхёйзена
В 1699 году Бакхёйзен вместе с живописцем-портретистом Михилем ван Мюсхером основал в Амстердаме кунсткамеру (кабинет редкостей), располагавшуюся на третьем этаже здания амстердамской ратуши. При этой галерее, где помимо разных любопытных предметов, по обычаю того времени, находились и картины современных голландских мастеров, действовала своего рода академия рисования, в которой также имелись предметы, вдохновлявшие художников, например, терракотовые модели скульптур Артуса Квеллина. В работе художественной студии активно участвовали Михил Хинлопен, пожертвовавший все свои гравюры городу, Герард де Лересс, занимавшийся тогда изучением анатомии человека, Николаас Витсен и его двоюродный брат.

## Галерея

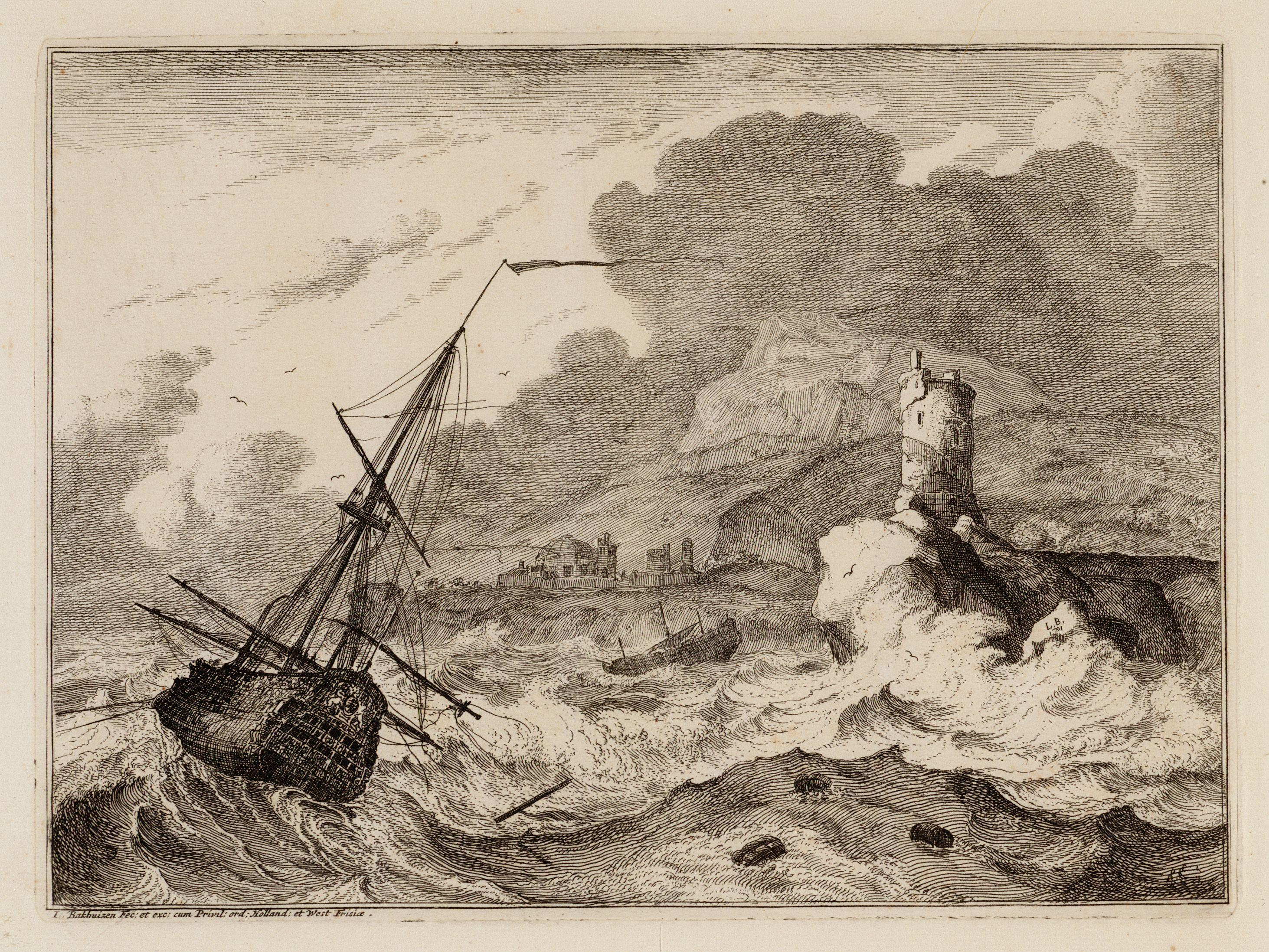
Бурное море с крепостью. Офорт
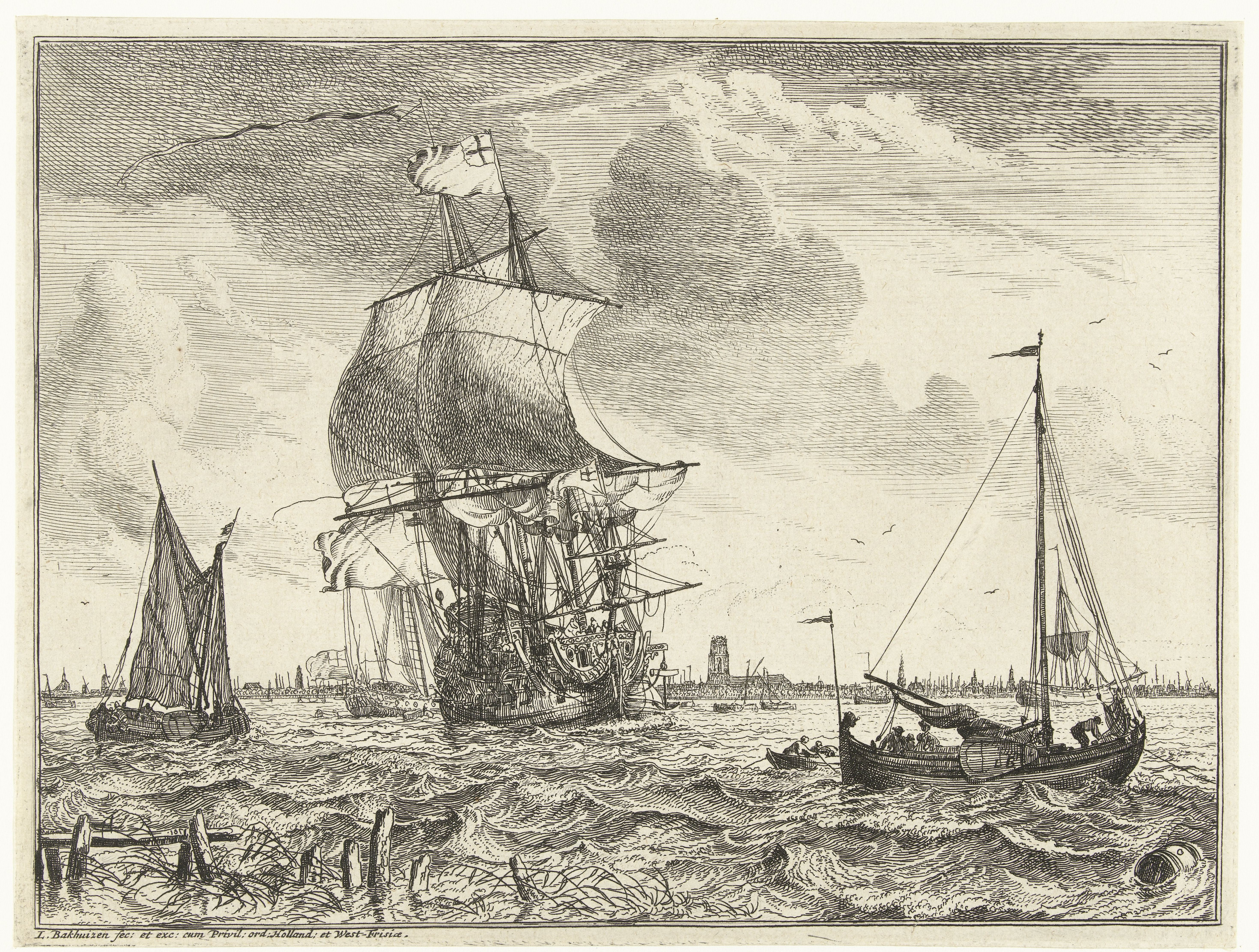
Корабли на Маасе. 1701. Офорт
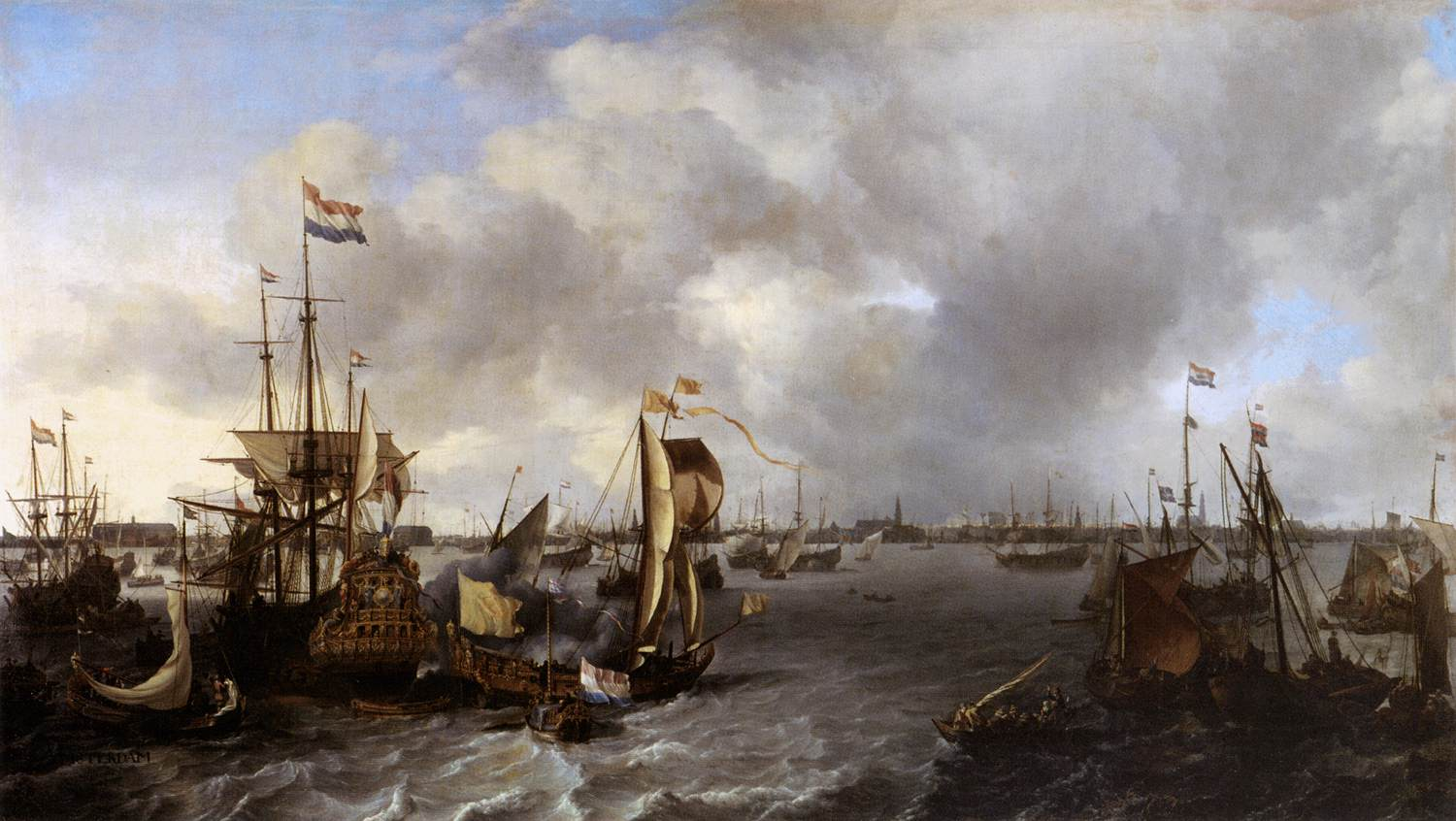
Вид Амстердама с кораблями на рейде. 1666. Холст, масло. Лувр, Париж
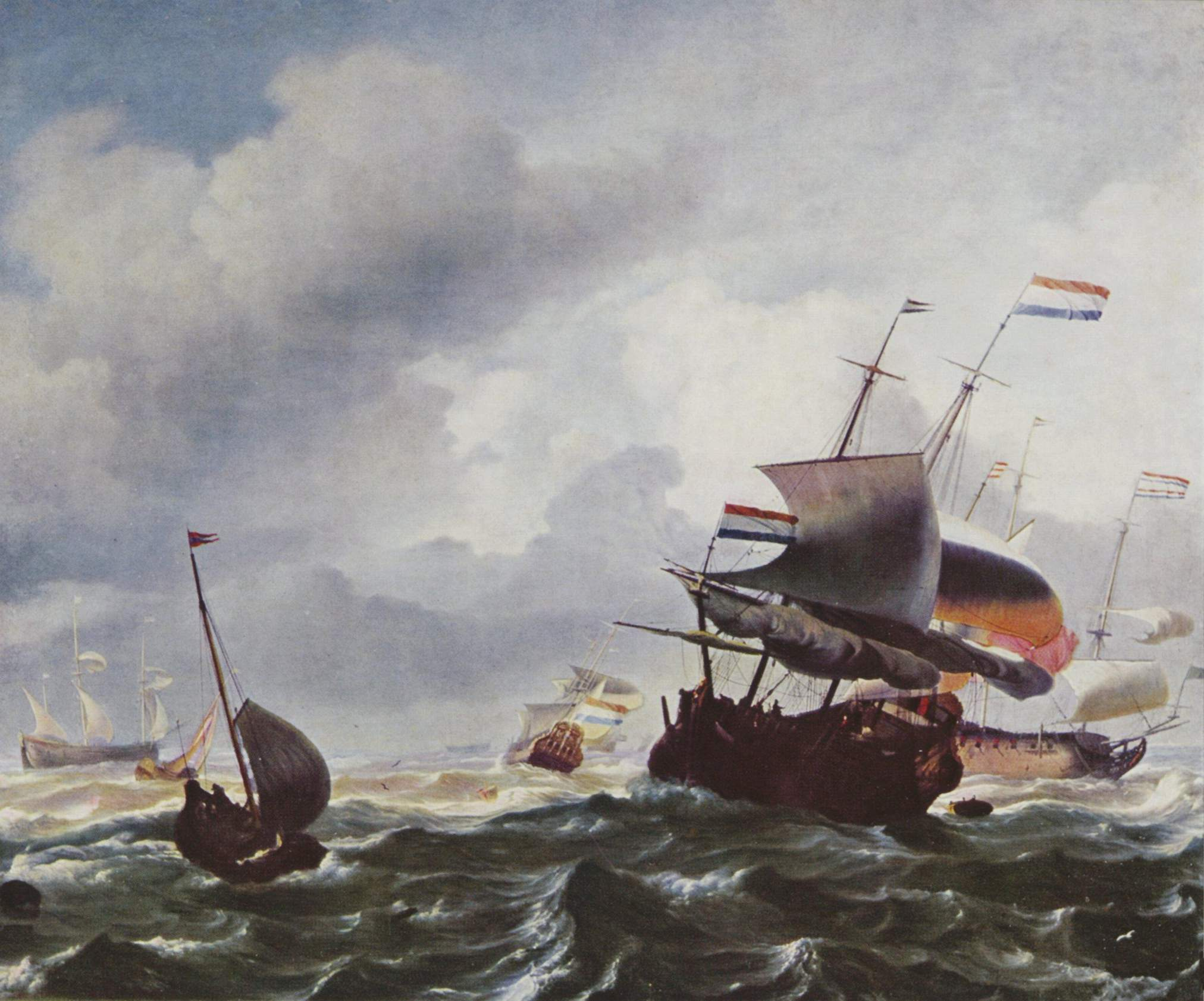
Корабли в бурю. 1667. Холст, масло. Палаццо Питти, Флоренция
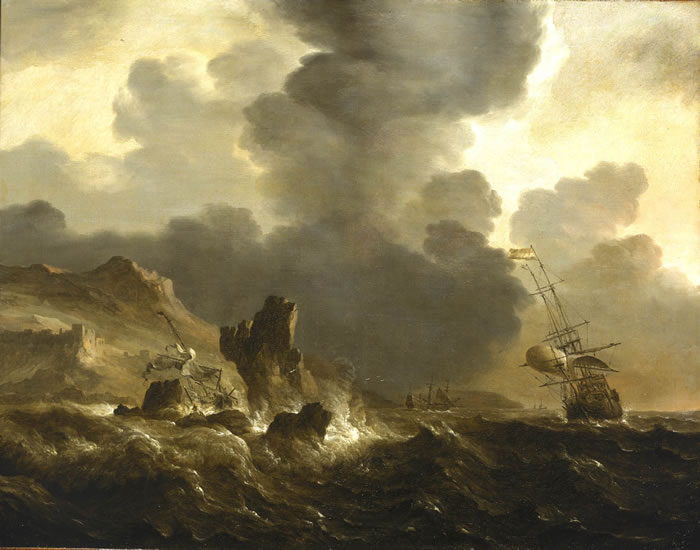
Крушение голландского корабля на скалистом берегу. Национальный морской музей, Лондон
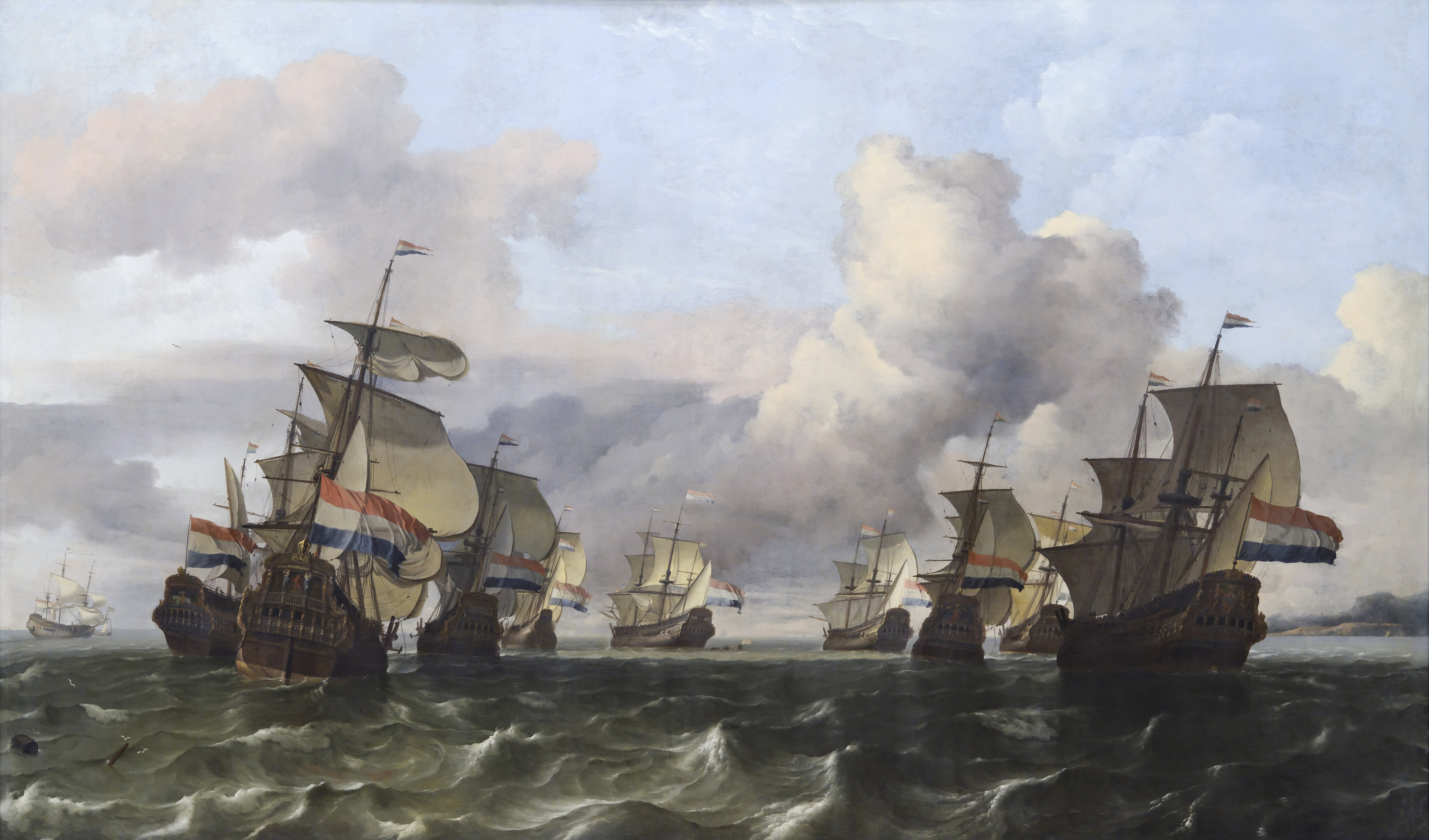
Возвращение флота Голландской Ост-Индской компании. 1677. Холст, масло. Лувр, Париж
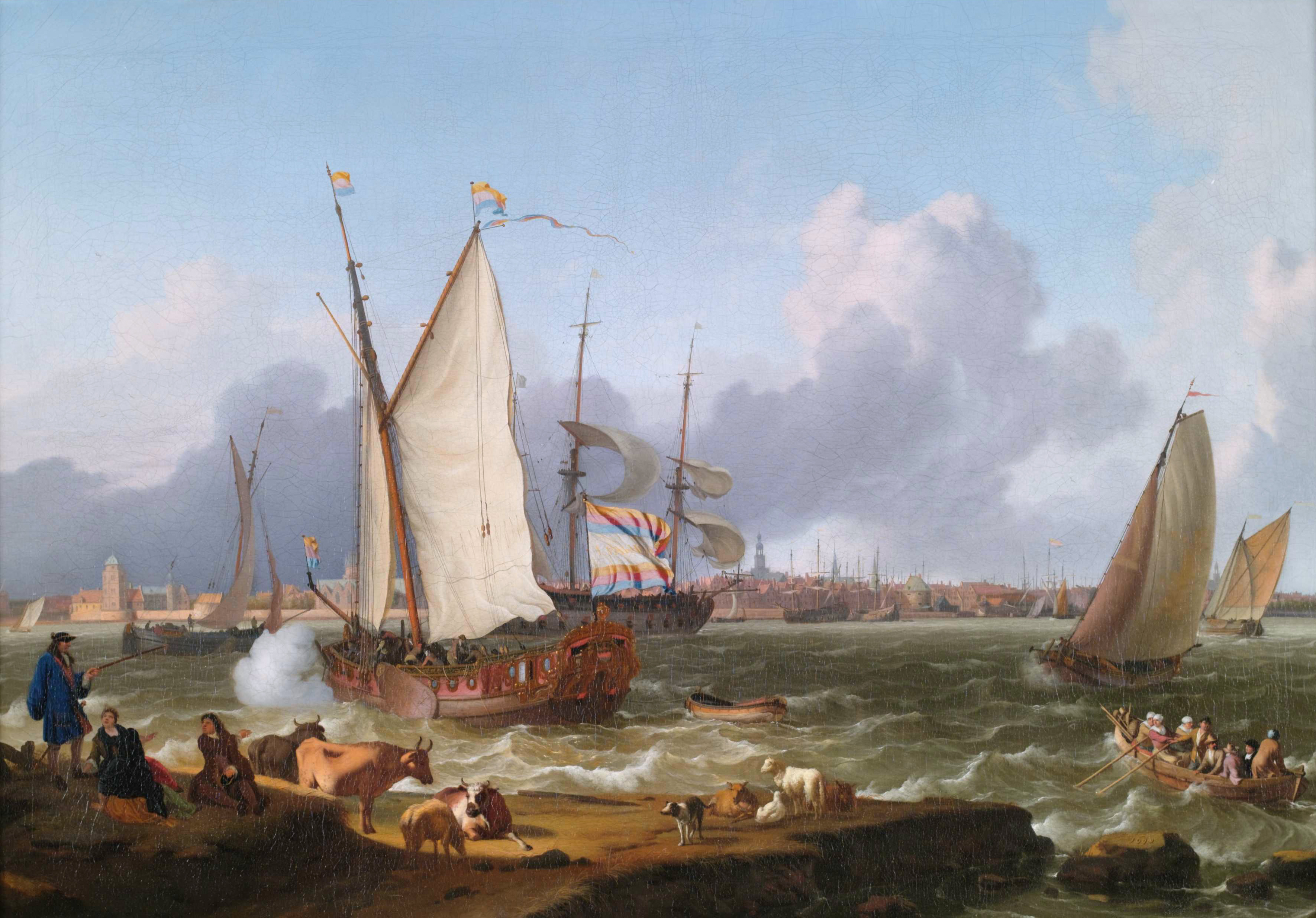
Голландские корабли на рейде в Эмдене. 1698. Холст, масло. Частное собрание
Корабли терпят бедствие у скалистого побережья. 1667. Холст, масло. Национальная галерея искусства, Вашингтон
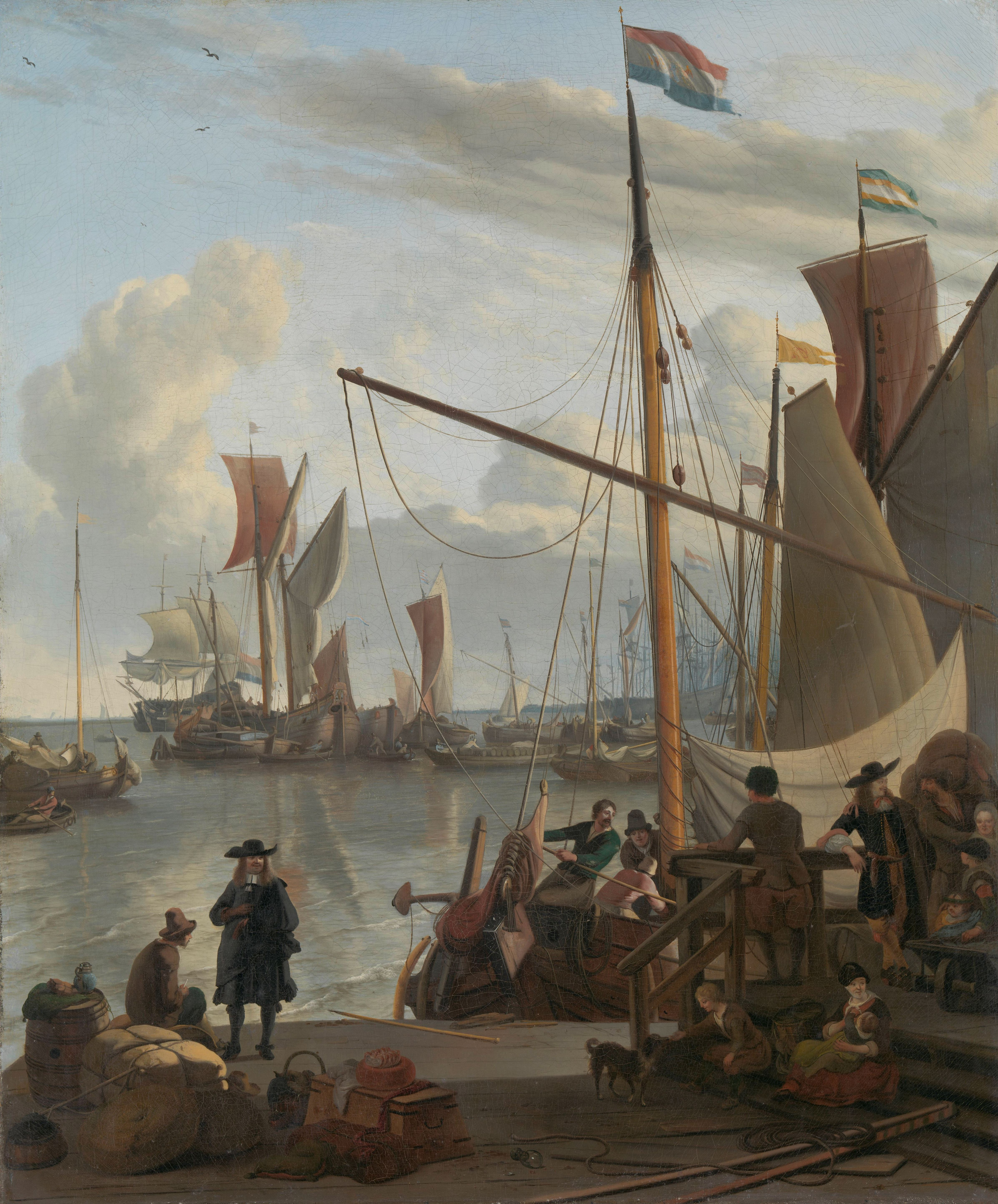
Вид на гавань Амстердама с пирса Муссел. 1673. Холст, масло. Рейксмюсеум, Амстердам
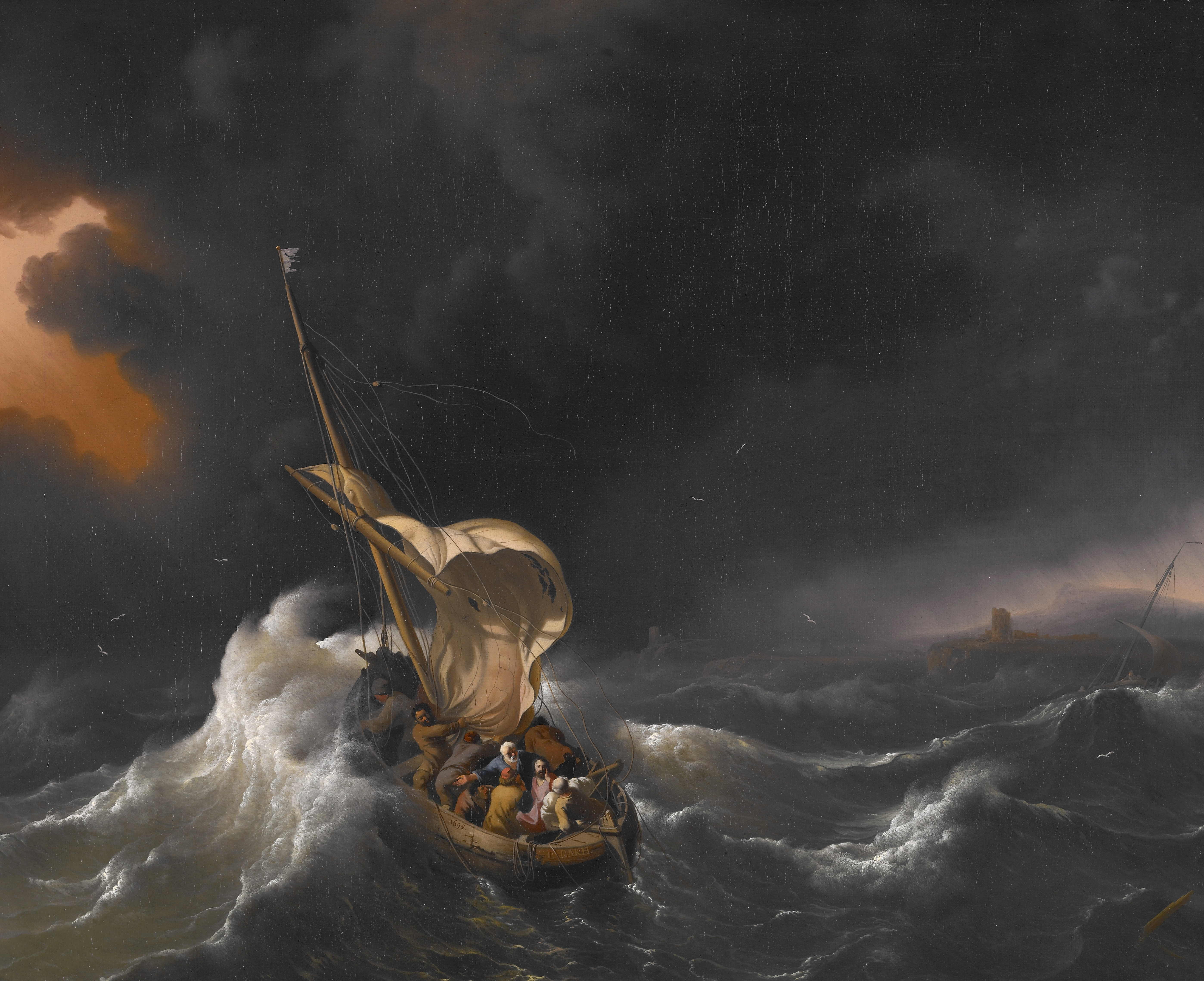
Христос во время бури на Галилейском озере. 1695. Холст, масло. Художественный музей Индианаполиса, США
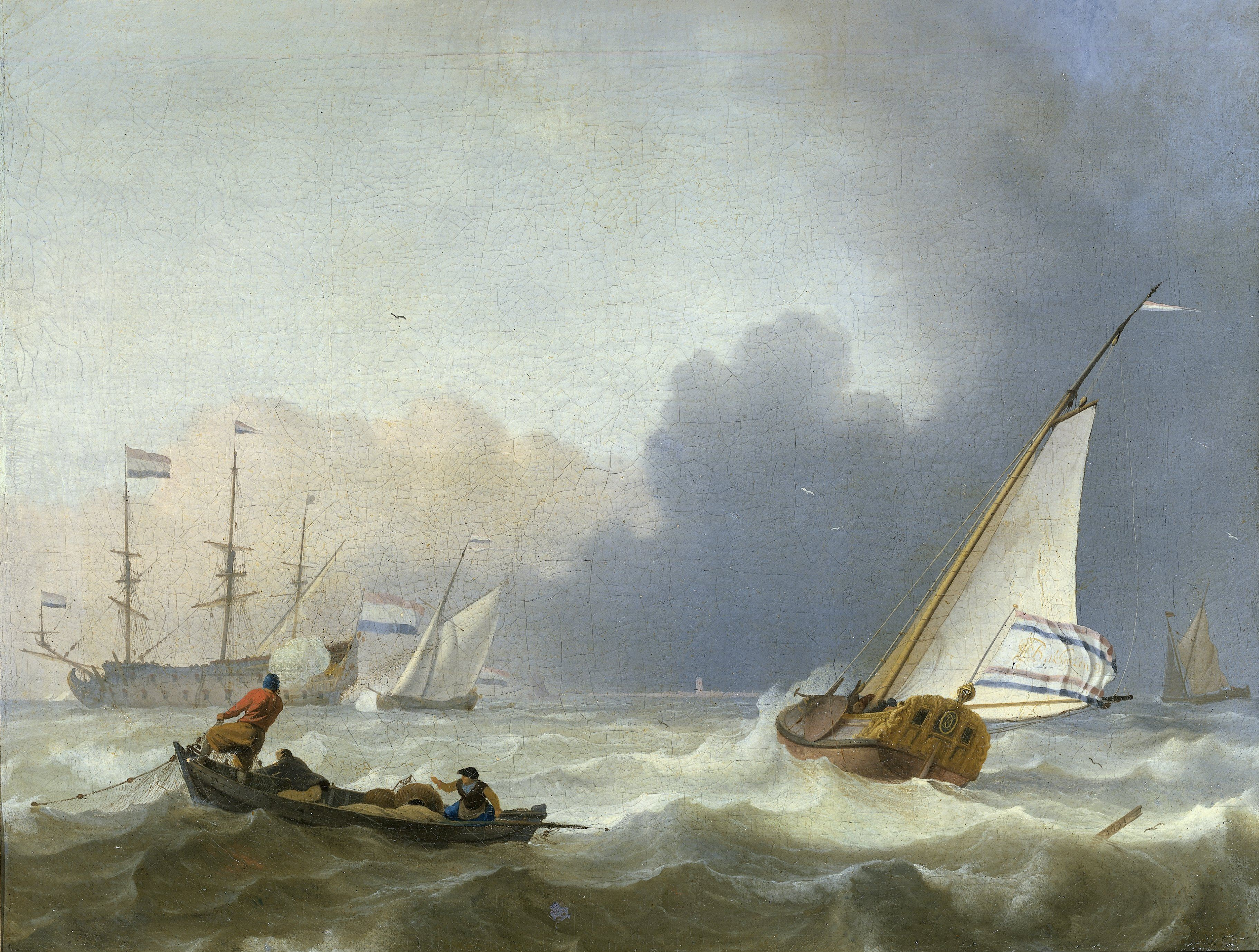
Бурное море с голландской яхтой под парусом. 1694. Холст, масло. Рейксмюсеум, Амстердам
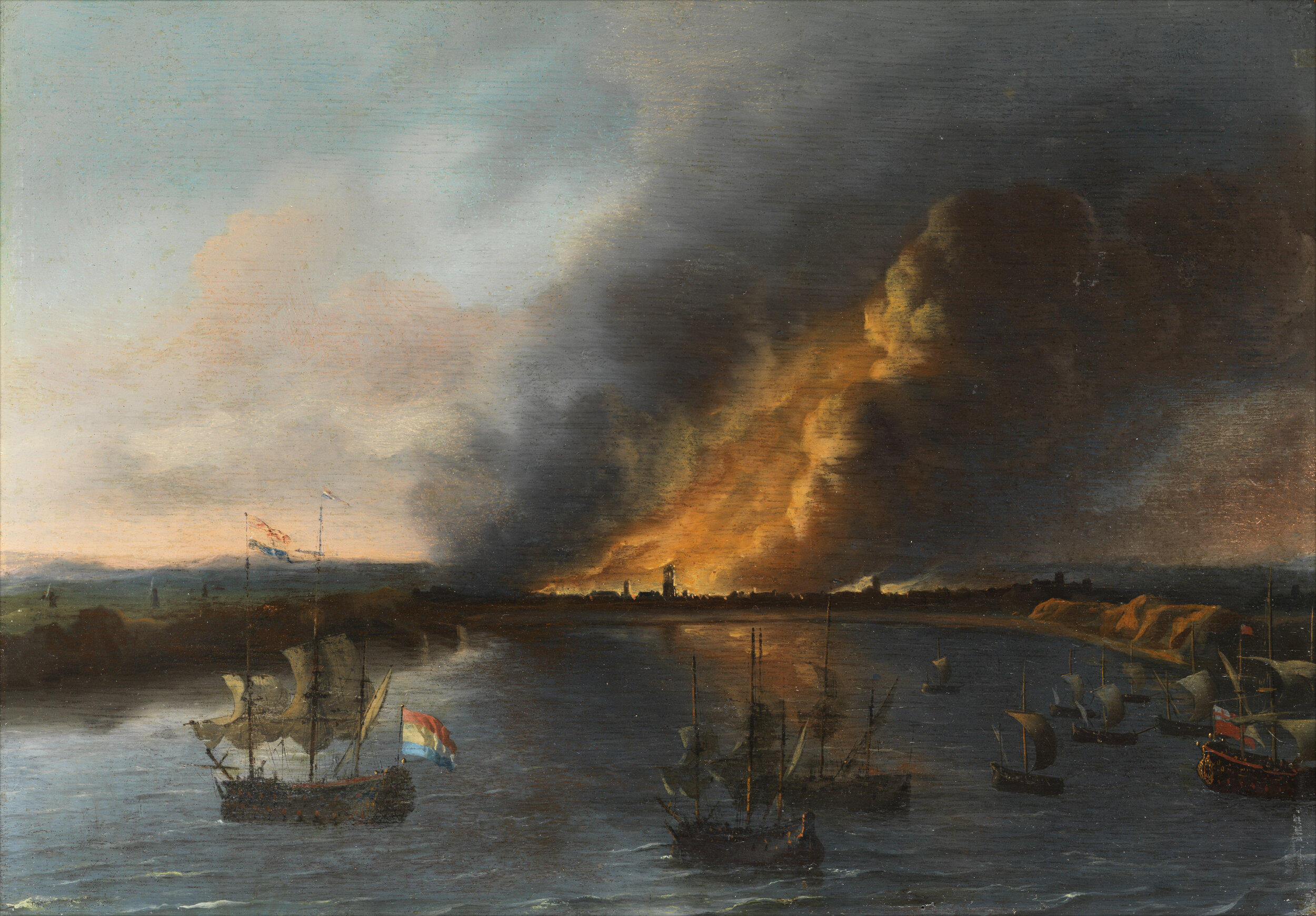
Бомбардировка Дьеппа англо-голландскими войсками. 1694. Холст, масло. Частное собрание
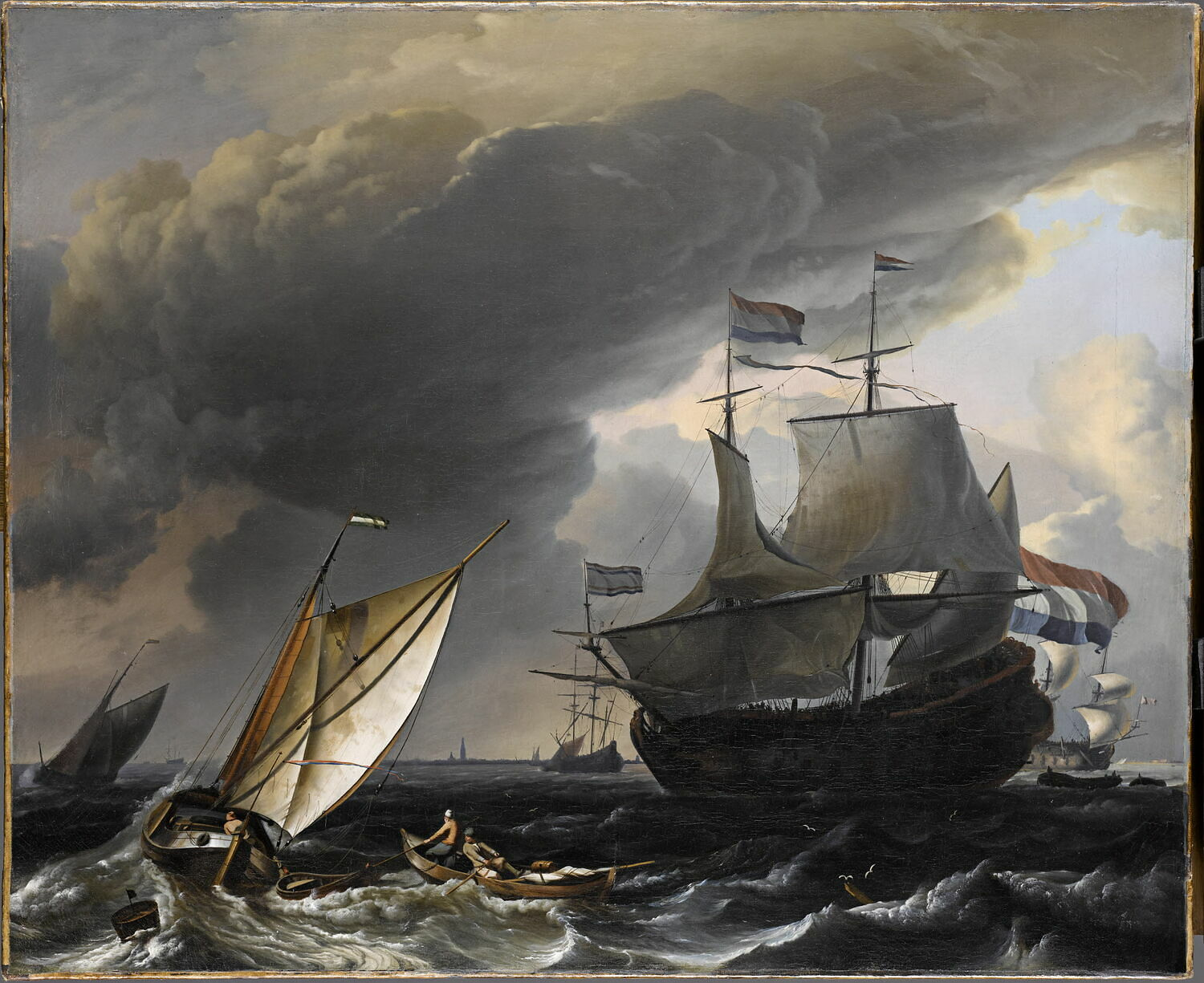
Голландские корабли в бурном море. Ок. 1690. Холст, масло. Гран-Пале, Париж